# Ейнар Леннберг
Ейнар Леннберг (швед. Einar Lönnberg; 1865-1942) — шведський зоолог і прибічник охорони природи.

## Біографія
Під впливом свого батька, який був членом шведського парламенту і доктором з ботаніки, в Ейнара вже рано прокинувся інтерес до флори і фауни. Після закінчення навчання в університеті Уппсали він отримує у 1887 році ступінь бакалавра мистецтв, а у 1890 році магістра мистецтва. У 1891 році він отримав вчений ступінь доктора філософії. З 1891 по 1903 роки він працював інспектором у риболовецькій службі. Між 1892 і 1893 роком він об'їздив Флориду. У 1899 році він брав участь в експедиції до Каспійського моря. Після короткого співпраці з музеєм міста Гетеборга він очолив у 1904 році відділення хребетних тварин в Національному музеї природної історії Стокгольма, яким керував до свого виходу на пенсію у 1933 році. У 1904 році він заснував біологічний журнал «Fauna och Flora» і був його видавцем до своєї смерті у 1942 році. У 1905 році він став членом королівської Шведської академії наук. Між 1910 і 1911 роком він здійснив поїздку в Східну Африку. Згодом він вивчав герпетологічний і іхтіологічний матеріал, який привезли з собою шведські експедиції з Нової Гвінеї, Австралії, Південно-Східної Азії, тропічної Африки та Бразилії. У 1919 році він став членом Королівського наукового товариства в Гетеборзі. У 1922 році він став почесним членом Британського союзу орнітологів. У 1925 році Німецька академія натуралістів «Леопольдина» обрала його почесним членом. Між 1925 та 1942 роками він був академічним префектом морської зоологічної дослідної станції Kristineberg.
Леннберг виявляв посилений інтерес до охорони природи і боровся за нові закони в галузі охорони шведських північних оленів, водоплавних птахів.

## Праці (вибірково)
- Observations on certain Flat-fishes. Öfvers. k. Vetensk.-Akad. Förhandl. 1894: 571-588 (1894)
- Notes on fishes collected in the Cameroons by Mr. Y. Sjöstedt. Öfversigt af Kongl. Vetenskaps-Akademiens Förhandlingar 1895: 179-195 (1895)
- Linnean type-specimens of birds, reptiles, batrachians and in the fishes Zoological Museum of the R. University in Uppsala. Bihang till K. Svenska Vet.-Akad. Handlingar 22 (4), (1): 1-45 (1896)
- Beiträge zur Fauna der Bären-Insel. 2. Der Saibling der Bären-Insel. Bihang till K. Svenska Vet.-Akad. Handlingar 26 (4), (4): 1-8 (1900)
- On a collection of fishes from the Cameroon containing new species. Annals and Magazine of Natural History (7) 12: 37-46 (1903)
- On some fishes from the lakes of the Cameroon Mountain. Annals and Magazine of Natural History (7) 13: 135-139 (1904)
- Contributions to the Fauna of South Georgia (1906)
- De svenska ryggradsdjurens vetenskapliga namn. Almqvist & Wiksells boktryckeri, Uppsala & Stockholm, 159 (1908)
- Birds Collected by the Swedish Zoological Expedition to British East Africa, 1911 (1911)
- Professor J. G. Anderssons vetenskapliga arbeten i Kina. En översiktlig redogörelse Ymer 1922: 129-163 (1922) mit G. Андерссон, T. G. Halle, C. Wiman
- Some new Silurids from the Congo. Annals and Magazine of Natural History (9) 10: 122-127 (1922) mit H. Rendahl
- On a New Fossil Porcupine from Honan with Some Remarks about the Development of the Hystridae. Stockholm (1924)
- Some Speculations on the Origin of the North American Ornithic Fauna (1927)
- Eine neue Art der Gattung Corydoras Arkiv för Zoologi, 22A (5): 1-6 (1930) mit H. Rendahl
- Till kännedomen om blågyltans (Labrus ossifagus L.) levnadshistoria. Fauna och Flora 1936: 145-155 (1936) mit G. Gustafson

## Вшанування
На честь Леннберга названо:
- два види риб
  - Artedidraco loennbergi
  - Trematomus loennbergii
- три підвиди птахів:
  - Catharacta antarctica loennbergi
  - Poecile montanus loennbergi
  - Alauda arvensis loennbergi
- вид молюсків:
  - Onykia loennbergii